# IC 2337
IC 2337 ist eine Spiralgalaxie vom Hubble-Typ S im Sternbild Krebs auf der Ekliptik. Sie ist schätzungsweise 508 Millionen Lj. von der Milchstraße entfernt und hat einen Durchmesser von etwa 45.000 Lj.
Im selben Himmelsareal befinden sich u. a. die Galaxien NGC 2581 und IC 2340.
Das Objekt wurde am 13. Februar 1901 von Max Wolf entdeckt.